# 張碧琴
張碧琴（1965年12月10日—），中華民國政治人物，無黨籍，曾任新竹縣竹北市民代表、新竹縣議會議長、臺灣省諮議會諮議員。2006年3月就職議員，並以31票（總票數34席）當選第16屆新竹縣議長，成為新竹縣議會第一位女性議長。第一次參選議員就當上議長的女性，也是新竹政壇的特例，2009年因違紀自行登記參選新竹縣縣長遭開除國民黨黨籍，成為史上第一位參選新竹縣長的女性。之後因積極為國民黨輔選台南，經國民黨考委會表決通過而恢復其黨籍。。2016年6月因不滿國民黨在新竹縣的施政作為，在臉書貼文表達退出國民黨。

## 生平
張碧琴，出生新竹市小康之家，夫婿李鴻章為竹北在地人，早年夫婦販售免洗餐具為業，奔波勞碌白手起家，家業漸豐，入行建築事業。時年丈夫競選縣議員落選，轉而支持其選上竹北市民代表，意外踏入政壇。其後轉戰議員成功，並獲高票當選竹縣第一位女議長，其為人熱衷社會服務，常任社團事務，基層勤跑紮根，留下良好服務口碑。在議長任內推動議會議事實況轉播，透明議會議事，促進民主憲政，2009年參選縣長落選，後進修學識取得台大碩士學位，同時期獲聘為臺灣省諮議會諮議員。之後於2014年參選竹北市長失利，其省諮議員任期至2016年底。

## 政治

### 代表時期
- 2002年當選市民代表[5]

### 議長時期
- 2005年11月以無黨籍身分參選，獲得4282票當選新竹縣第1選區議員[6]。
- 2006年3月就職議員，並以31票（總票數34席）當選第16屆新竹縣議長，成為新竹縣議會第一位女性議長[7][8]

#### 議政透明化提案
- 為期縣民了解府會民主政治之運作,議會開會實況由北視做實況轉播。（新竹縣議會議事錄本案於第16屆第13次臨時會第3次會議決議2008年4月11號）在議長任內為讓民眾得以了解議會運作、議事透明化讓民眾得以監督議員，通過此一議案是全台少有的透明作為，如此一來既然議事透明實況轉播，沒有議員敢不按議事規則或黑箱協商。目前新竹縣市不再進行實況轉播令人不解，透明議政是促進民主憲政重要的一環[9]

#### 推動建設提案
- 闢建開發竹北市泰和、新莊、竹義等里之公園
- 於竹北新崙里中華路2巷前，台科大區段徵收範圍內納入小型公園用地
- 將竹北縣華段481地號土地，提供予竹北市公所以興建北崙里集會所
- 興建北崙里集會所及社區活動中心
- 編列預算興建景觀吊橋
- 竹北縣政10街接文平路景觀吊橋工程案，請縣府編列1/2配合款以促進光明一路商圈發展
- 徵收竹北自強南路與成功三街口，設置綜合性傳統市場
- 將竹北光明1路588巷旁停車場用地以縣治遷建基金規劃地下停車場
- 規劃台68線通往竹北市溪洲路加設閘道
- 府於經濟旗艦園區內預留10－12公頃土地，設置會展中心供商品展示
- 於縣內普及建置無線網路系統，達到便利的E化交通環境
- 訂定《廣告物管理自治條例》，使商品資訊得以宣達[9]

#### 社會福利提案
- 對重殘之縣民給予比照敬老津貼標準發放津貼
- 於2008年度起補助縣內殘障兒童收容中心午餐及教科書費
- 對聾啞民眾之照顧，請衛生局人員培訓中加列手語訓練 [9]

#### 勞工福利提案
- 為縣內關廠失業勞工設置《勞工權益基金》
- 定期辦就博會，以協助縣民就業使企業覓得人才[9]

#### 推動教育提案
- 於光明國小、博愛國小、仁愛國中興建禮堂
- 台大於竹北校區設置客家學院與雙語教育學院，縣府亦應全力促成
- 加速推動十興國中興建進度，期能予2008年度辦理招生[9]

#### 社會安全提案
- 於竹北分局內增設派出所，並調整六家、竹北派出所之轄區，以求警力均衡
- 訂定《監視系統設置管理條例》以維護增進本縣交通治安
- 為強化縣內治安、交通，請縣府規劃、加強普及監視系統之設置
- 於高鐵特區，縣治2期地區等重要路口及治安有顧慮地區裝設監視器[9]

#### 觀光發展提案
- 輔導縣內民宿，使之合法化以促進本縣觀光旅遊事業發展[9]

### 第十六屆新竹縣長選舉
2008年11月，即積極為參選第16屆縣長而走訪基層，據傳甚至遭到死亡威脅。
2009年，邱鏡淳獲得國民黨提名參選新竹縣長選舉，在國、民兩黨夾殺下，最後張碧琴仍落敗。

#### 脫黨參選
2009年2月，於國民黨新竹縣黨部前正式宣布角逐縣長黨內初選。因張碧琴不參與國民黨初選而逕行登記參選，違反黨紀遭國民黨開除黨籍。同年10月，民進黨籍前新竹縣長林光華聲稱「張碧琴是我拉出來的」，但張碧琴並未證實。

#### 選舉結果

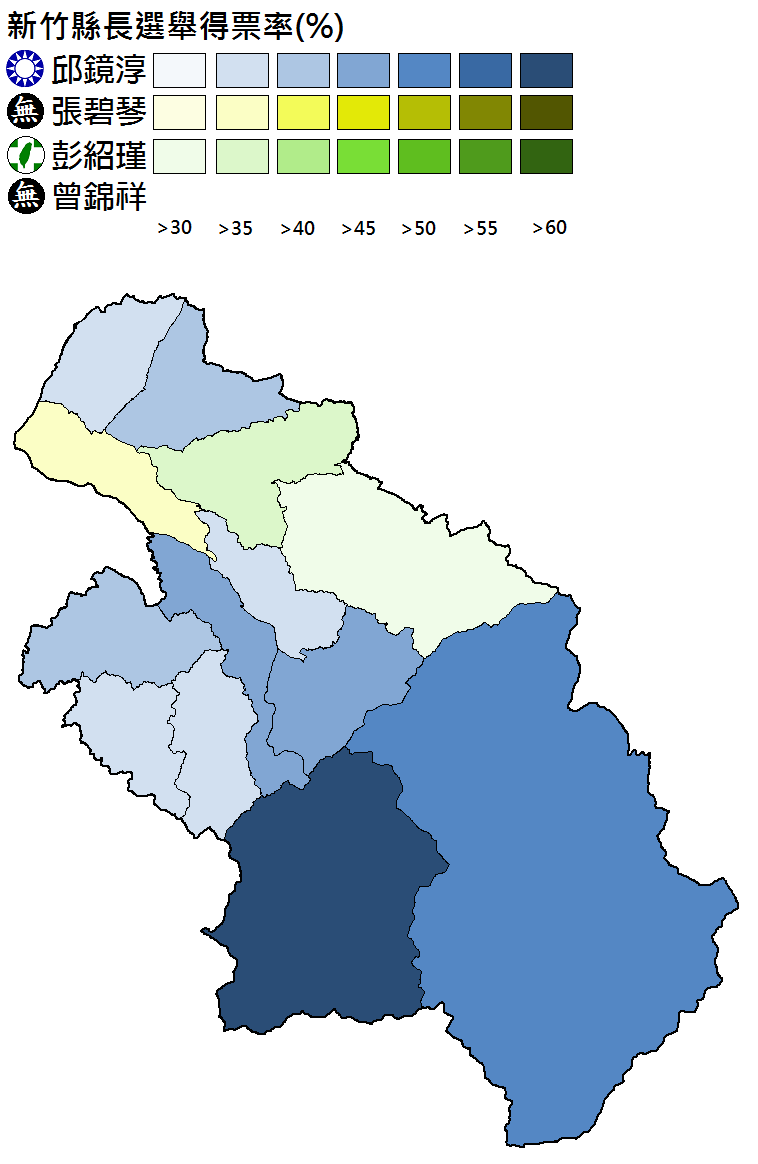
新竹縣長選舉得票分布。

| 2009年新竹縣縣長選舉結果 | 2009年新竹縣縣長選舉結果 | 2009年新竹縣縣長選舉結果 | 2009年新竹縣縣長選舉結果 | 2009年新竹縣縣長選舉結果 | 2009年新竹縣縣長選舉結果 |
| 號次                     | 候選人                   | 政黨                     | 得票數                   | 得票率                   | 當選標記                 |
| ------------------------ | ------------------------ | ------------------------ | ------------------------ | ------------------------ | ------------------------ |
| 1                        | 邱鏡淳                   | 中國國民黨               | 97,151                   | 38.49%                   |                          |
| 2                        | 張碧琴                   | 無黨籍                   | 76,254                   | 30.21%                   |                          |
| 3                        | 彭紹瑾                   | 民主進步黨               | 77,126                   | 30.55%                   |                          |
| 4                        | 曾錦祥                   | 無黨籍                   | 1,893                    | 0.75%                    |                          |
| 選舉人數                 | 選舉人數                 | 選舉人數                 | 369,480                  | 369,480                  | 369,480                  |
| 投票數                   | 投票數                   | 投票數                   | 256,770                  | 256,770                  | 256,770                  |
| 有效票                   | 有效票                   | 有效票                   | 252,424                  | 252,424                  | 252,424                  |
| 無效票                   | 無效票                   | 無效票                   | 4,346                    | 4,346                    | 4,346                    |
| 投票率                   | 投票率                   | 投票率                   | 69.49%                   | 69.49%                   | 69.49%                   |

#### 選後和解
選後在國民黨秘書長金溥聰的斡旋下，張碧琴陣營與新竹縣長邱鏡淳陣營在選舉期間所相互提出的訴訟案件，雙方達成全部撤銷的協議。

### 恢復黨籍
2011年11月，張碧琴成為馬吳徐新竹縣聯合競選總部指導委員，國民黨因此回復張碧琴黨籍。

### 參選第八屆竹北市長選舉
2014年3月24日，張碧琴宣布參選竹北市長選舉，後獲得國民黨提名。
2014年4月10日，前新竹縣議長張碧琴、台大社會科學院副院長邱榮舉及多位里長、士紳召開說明會，希望民眾共同來連署支持設校、設醫院。

#### 選舉結果
| 號次 | 候選人 | 性別 | 政黨       | 得票數 | 得票率 | 當選標記 |
| ---- | ------ | ---- | ---------- | ------ | ------ | -------- |
| 1    | 何淦銘 | 男   | 無黨籍     | 48,331 | 69.61% |          |
| 2    | 張碧琴 | 女   | 中國國民黨 | 21,104 | 30.39% |          |

## 名言
- 「所在的職位和位置並不重要，重要的是我能夠為百姓作什麼！」
- 「有錢也許能夠救一些人，但是要改善百姓生活，幫助千萬人就只有走入政治一條路。」
- 「政治人物也是人，有血有肉也有喜怒哀樂，受到讚賞也會高興，受到惡意批評但也會難過。」
- 「誣陷你的是修行的磨鍊，你想解釋的別人不見得會聽，忍耐與包容，真相大白之際自然能夠明白。」
- 「就如同馬雲說的，男人的胸懷是委屈撐大的！而我們女性是因為成為了母親而更有了包容。」

## 外部連結
- ueren人物網（页面存档备份，存于）
- 竹北市候選人張碧琴服務網[永久]
- 張碧琴的臉書